# Arycanda discata
Arycanda discata là một loài bướm đêm trong họ Geometridae.